# 友友
友友（Yaw Anane，1982年9月30日—），加納職業足球員，司職中場，曾經效力於香港甲組足球聯賽足球會公民，南華及淦源，現時效力於香港甲組聯賽球隊永義。

## 外部連結
- 香港足球總會網頁球員註冊資料（页面存档备份，存于）